# Ilja Zeljenka
Ilja Zeljenka (født 21. december 1932 i Bratislava, Slovakiet - død 13. juli 2007) var en slovakisk komponist, lærer og pianist.
Zeljenka hører til en af de vigtigste komponister i Slovakiet. Han studerede hos Jan Cikker (1951–1956).
Han hørte til den moderne musik i sin kompositions form, men grundet undertrykkelse fra kommunistregimet på det tidspunkt i Tjekkoslovakiet, slog han over i en neoklassisk retning.
Han har skrevet 9 symfonier, 14 strygerkvartetter, 3 operaer, balletmusik, filmmusik, elektronisk musik, klaverstykker etc.
Zeljenka underviste på Academy of Music and Dramatic Art i Bratislava.

## Udvalgte værker
- Symfoni nr. 1 (1953) - for orkester
- Symfoni nr. 2 (1961) - for strygerorkester
- Symfoni nr. 3 (1972) - for orkester
- Symfoni nr. 4 "Ballet" (1978) - for orkester
- Symfoni nr. 5 (1985) - for orkester
- Symfoni nr. 6 (1998) - for orkester
- Symfoni nr. 7 (1998) - for sopran, baryton, kor og orkester
- Symfoni nr. 8 (2001) - for orkester
- Symfoni nr. 9 (2002) - for orkester
- 14 Strygerkvartetter (1963-1979)
- "Helt" (1980) - ballet
- Kantate "Auschwitz" "Metamorfoser" (1960-1980) - for orkester